# Composti dello zinco
I composti dello zinco sono composti chimici che contengono l'elemento zinco, collocato nel 12º gruppo della tavola periodica. Lo stato di ossidazione comune a molti di questi composti è +2. Lo zinco può essere classificato come un elemento pos-transizionale, con lo zinco(II) avente una reattività chimica simile al rame(II). Molti sali dello zinco(II) sono isomorfi con i sali del magnesio(II), essendo il raggio ionico dei due cationi molto simile. Lo zinco forma anche molti complessi ed è comune nelle proteine contenenti elementi metallici.

## Caratteristiche generali
L'atomo di zinco possiede una configurazione elettronica [Ar]3d104s2. Quando i composti nello stato di ossidazione +2 sono formati, gli elettroni s sono persi, così lo ione zinco ha configurazione elettronica [Ar]3d10.. Esempi di questi composti dello zinco includono l'ossido di zinco (ZnO) e il solfuro di zinco (ZnS, o sfalerite) in cui l'ossido e il solfuro sono legati tetraedricamente con quattro ioni zinco. Molti complessi, come ZnCl42- sono tetraedrici. Lo zinco coordinato tetraedricamente si trova nei metalloenzimi) come il carbonato deidratasi. Esistono anche composti coordinati ottaedricamente, come lo ione [Zn(H2O)6]2+, presente quando un sale zinco è disciolto in acqua.
Molti sali di zinco(II) sono isomorfi (hanno la stessa struttura chimica) con i corrispondenti sali di magnesio(II), perché lo ione zinco (Zn2+) e lo ione magnesio (Mg2+) hanno un raggio ionico simile. Questo succede a causa della contrazione del blocco d. Mentre il calcio ha un raggio ionico maggiore del magnesio, si assiste a una progressiva diminuzione del raggio atomico man mano che il numero atomico aumenta dal calcio allo zinco. È per questo che il raggio atomico dello zinco è molto simile a quello del magnesio. In molte altre situazioni le chimica dello zinco(II) rassomiglia alla chimica del rame(II), suo vicino nella tavola periodica, in cui manca un elettrone. Comunque, mentre Cu2+ è classificato come metallo di transizione a causa della sua configurazione elettronica ([Ar]3d9), in cui troviamo un guscio d, Zn2+ è meglio considerarlo uno ione di post-transizione. La tavola periodica IUPAC colloca lo zinco nel blocco d.
Sono noti alcuni composti con lo zinco in stato di ossidazione +1. I composti hanno formula RZn2R e contengono un legame Zn — Zn simile allegame metallo-metallo dello ione mercurio(I), Hg22+. In questo lo zinco è simile al magnesio, dove composti a bassa valenza contengono il legame Mg – Mg.
Non sono noti composti dove lo zinco abbia uno stato di ossidazione diverso da +1 o +2. Calcoli teorici indicano che l'esistenza di composti con zinco allo stato di ossidazione +4 è improbabile. Nonostante gli stati di ossidazione più alti sono più stabili per gli elementi più pesanti del gruppo, il composto fluoruro di mercurio(IV) (HgF4) è stato stabilizzato a una temperatura di soli 4 K in una matrice di neon/argon.

### Colore e magnetismo

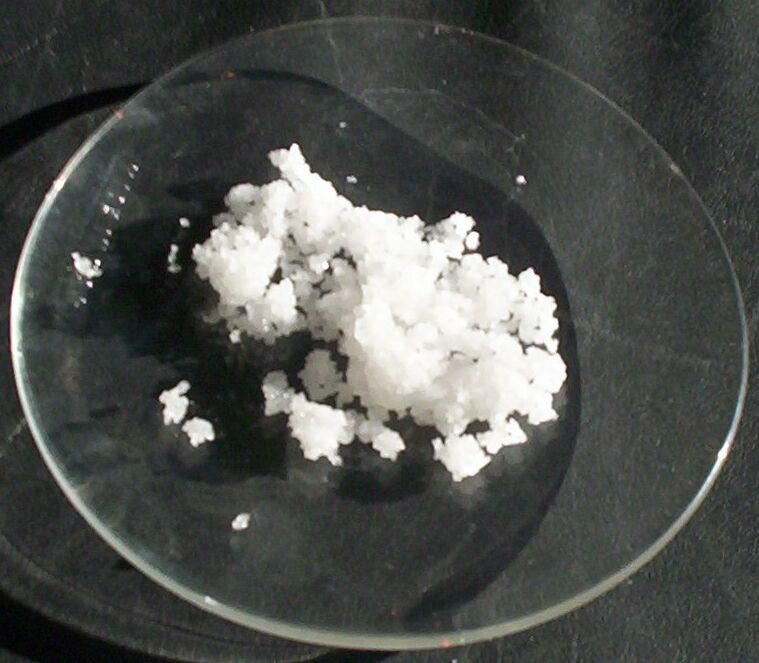
Cloruro di zinco

I composti dello zinco sono generalmente incolori. Alcune eccezioni si incontrano nei composti contenenti un anione o un legante colorato. Comunque, il seleniuro di zinco e il tellururo di zinco sono entrambi colorati a causa degli scambi elettronici tra metallo e legante. L'ossido di zinco diventa giallo quando riscaldato perché perde alcuni atomi di ossigeno, formando una struttura distorta.
I composti contenenti solo zinco sono tutti diamagnetici.

## Reattività dello zinco metallico
Lo zinco è un forte agente riducente con un potenziale standard di -0.76 V. Lo zinco puro divenda velocemente opaco all'aria, formando alla fine uno strato passivante di carbonato basico di zinco. La reazione dello zinco con l'acqua è impedita dallo strato passivante. Quando questo strato è penetrato da acidi come acido cloridrico e acido solforico la reazione procede con lo sviluppo di idrogeno gassoso.
{\displaystyle {\ce {Zn(s)\ +\ 2H^{+}(aq)->Zn^{2+}(aq)\ +\ H2\uparrow }}}
Lo ione idrogenione è ridotto perché accetta un elettrone dall'agente riducente; lo zinco metallico è invece ossidato. Un amalgama con mercurio, come nel riduttore di Jones, distrugge lo strato protettivo. Lo zinco reagisce sia con i metalli alcalini sia con gli acidi. Reagisce direttamente ossidandosi con i non metalli, come i calcogeni e gli alogeni per formari composti binari.

## Composti binari

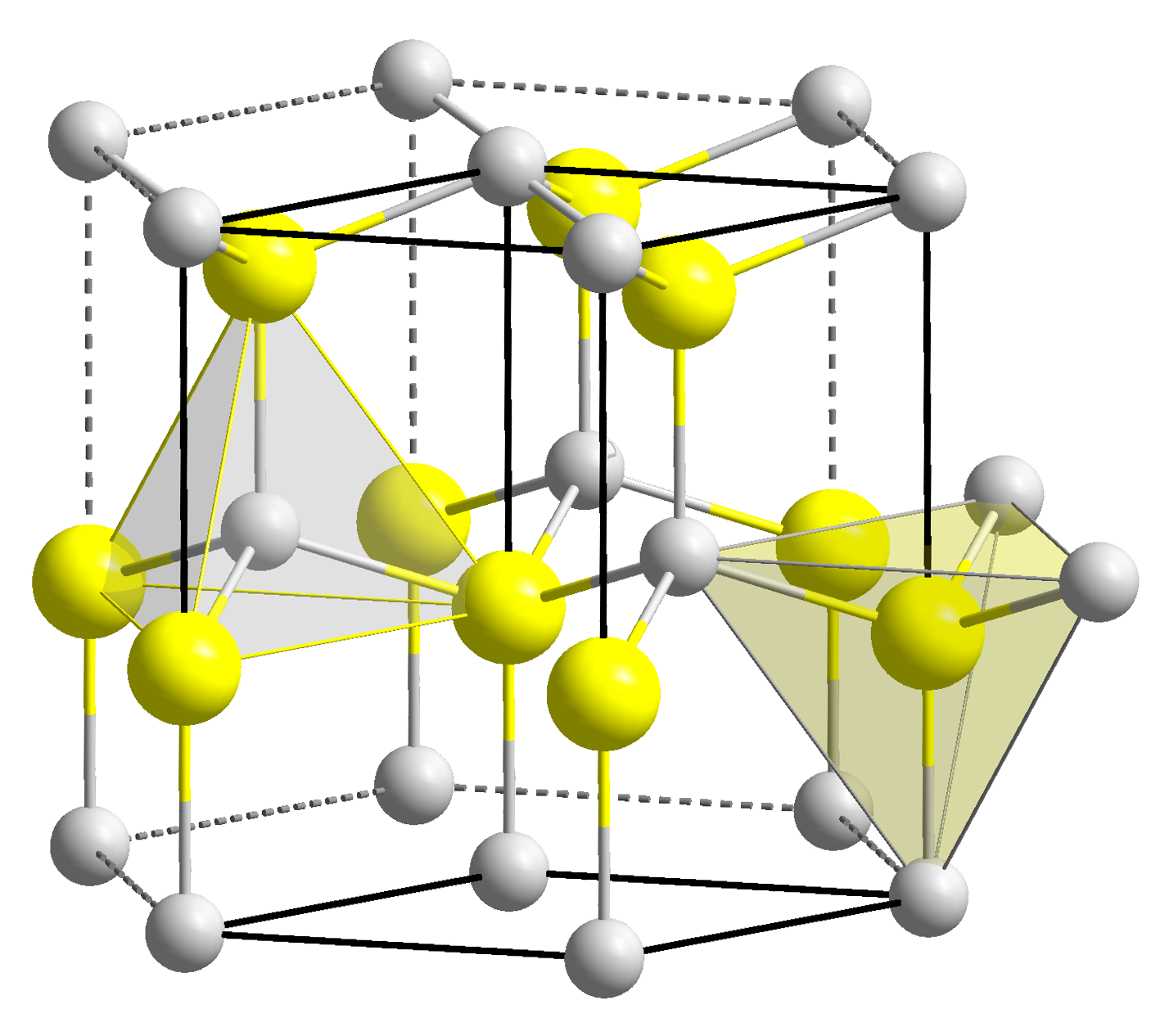
La struttura della wurzite, mostrante la configurazione tetraedrica dello zinco e dello zolfo

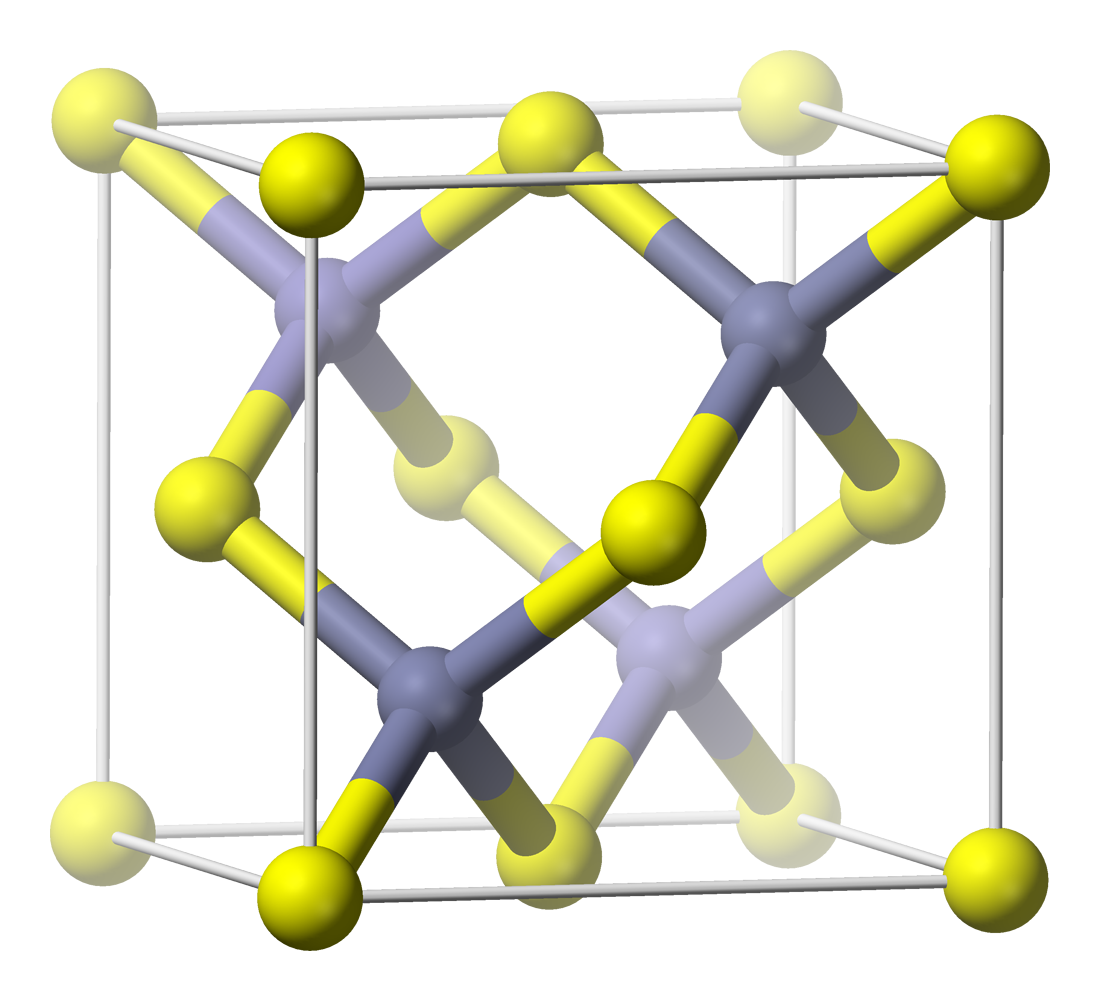
Cella elementare della sfalerite

L'ossido di zinco (ZnO), è il più importante derivato dello zinco, con un'ampia serie di impieghi. È anfotero, si dissolve negli acidi per dare l'acquoione Zn2+ e negli idrossidi alcalini per dare lo ione zincato (o tetraidrossizincato) [Zn(OH)4]2-. L'idrossido di zinco (Zn(OH)2) è anch'esso anfotero.
Il solfuro di zinco (ZnS) cristallizza in due strutture correlate, la sfalerite e la wurzite, che sono strutture comuni nei composti di formula MA. Sia lo zinco che lo zolfo sono coordinati tetraedricamente con l'altro ione. Una utile proprietà del solfuro di zinco è la fosforescenza. Gli altri calcogenuri, seleniuro di zinco (ZnSe) e telluro di zinco (ZnTe) hanno applicazioni nell'elettronica e nell'ottica.
Dei quattro alogenuri di zinco, fluoruro di zinco (ZnF2) ha il carattere ionico più forte mentre gli altri, il cloruro di zinco (ZnCl2), il bromuro di zinco (ZnBr2) e lo ioduro di zinco (ZnI2), hanno punti di fusione relativamente bassi e posseggono un carattere più covalente. I composti appartenenti al gruppo dell'azoto, ossia il nitruro di zinco (Zn3N2) (notevole per il suo alto punto di fusione), il fosfuro di zinco (Zn3P2), l'arseniuro di zinco (Zn3As2) e l'antimoniuro di zinco (Zn3Sb2), hanno varie applicazioni. Altri composti binari includono il perossido di zinco (ZnO2), l'idruro di zinco (ZnH2) e il carburo di zinco (ZnC2).

### Sali
Il nitrato di zinco (Zn(NO3)2) (utilizzato come ossidante), il clorato di zinco (Zn(ClO3)2), il solfato di zinco (ZnSO4) (noto come vetriolo bianco), il fosfato di zinco (Zn3(PO4)2) (usato come pigmento per vernice), il molibdato di zinco (ZnMoO4) (usato come pigmento bianco), il cromato di zinco (ZnCrO4) (uno dei composti meno colorati dello zinco), l'arsenito di zinco (Zn(AsO2)2) (polvere incolore) e l'arsenato di zinco ottaidrato (Zn(AsO4)2•8H2O) (polvere bianca, indicata anche come köttigite) sono alcuni esempi di altri comuni composti inorganici dello zinco. Gli ultimi due composti sono entrambi usati negli insetticidi e nei conservanti del legno. Uno dei più semplici esempi di composto organico dello zinco è l'acetato di zinco (Zn(O2CCH3)2), che ha diverse applicazioni mediche. I sali di zinco sono di solito completamente dissociati in soluzioni acquose. Eccezioni si hanno quando l'anione può formare dei complessi, come nel caso del solfato di zinco, dove il complesso [Zn(H2O)n(SO4)] può essere formato ({\textstyle \log K=2.5}).

## Complessi

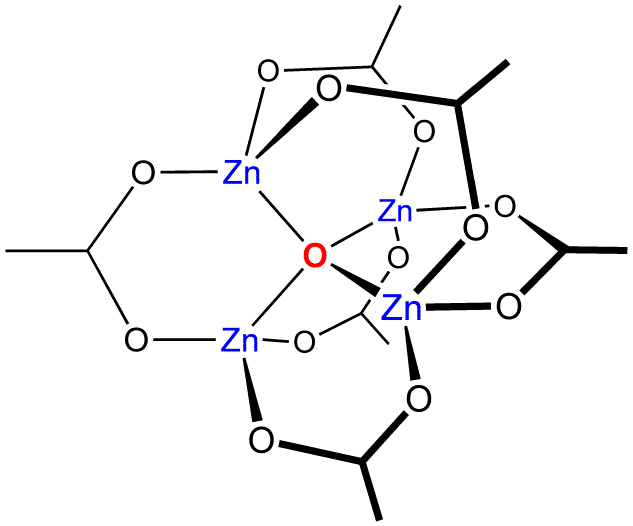
Struttura del acetato basico di zinco, [Zn_{4}(μ^{4}-O)(η^{2}-O_{2}CCH_{3})6]

La più comune struttura dei complessi di zinco è quella tetraedrica, chiaramente connessa con il fatto che la regola dell'ottetto è rispettata in questi casi. Nonostante ciò, non sono rari complessi ottaedrici comparabili a quelli dei metalli di transizione. Lo ione Zn2+ è un accettore di classe A nella classificazione di Ahrland, Chatt e Davies, e così forma complessi più forti con donatori del secondo periodo come ossigeno o azoto, rispetto a quelli del terzo periodo come zolfo o fosforo. In termini della teoria HSAB lo ione Zn2+ è un acido hard.
In soluzioni acquose il complesso ottaedrico [Zn(H2O)6]2+ è la specie predominante. Le soluzioni acquose dei sali di zinco sono parzialmente acide, perché gli acquo ioni sono soggetti a idrolisi con una pKa di circa 9, a seconda delle condizioni.
{\displaystyle {\ce {[Zn(H2O)6]^{2+}\ <=>\ [Zn(H2O)5(OH)]^{+}\ +\ H^{+}}}}
L'idrolisi spiega perché sali come l'acetato di zinco basico e il carbonato di zinco basico, Zn3(OH)4(CO3)•H2O, sono semplici da ottenere. L'idrolisi avviene perché lo zinco possiede una elevata carica elettrica, che depaupera di densità elettronica i legami O − H di una molecola d'acqua coordinata e rilascia quindi uno ione idrogenione. L'effetto polarizzante dello ione Zn2+ è uno dei motivi per cui lo zinco si trova negli enzimi come la carbonato deidratasi.

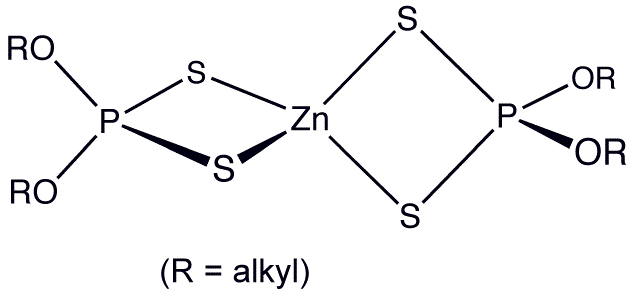
Struttura di un monomerico dialchilditiofosfato zinco

Non sono noti complessi con il fluoro, ma complessi con altri alogenuri e con pseudoalogenuri, [ZnX3]− e [ZnX4]2− possono essere preparati. Il caso del complesso con tiocianato illustra il carattere di classe A dello ione zinco, in quanto forma l'N-isomero, [Zn(NCS)4]2− in contrasto con [Cd(SCN)4]2−, legato allo zolfo. Essere un accettore di classe A non preclude la formazione di complessi con donatori sulfurei, come è mostrato dallo ditiofosfato di zinco e il complesso a dito dello zinco (sotto).
Il complesso acetilacetonato di zinco, Zn(acac)2, è interessante. Essendo il legante bidentato, la struttura attesa dovrebbe essere tetraedrica. Invece, il composto è di fatto un trimero, Zn(acac)3 in cui ogni zinco è coordinato da cinque atomi di ossigeno in una piramide trigonale distorta. Altre strutture pentacoordinate possono essere prodotte scegliendo leganti che posseggono specifici requisiti stereochimici. Per esempio, la terpiridina, che è un legante tridentato forma il complesso [Zn(terpy)Cl2]. Un altro esempio impiega un legante tripodale come Tris(2-aminoetil)ammina. Il composto cianuro di zinco, Zn(CN)2, non è bicoordinato. Esso adotta una struttura polimerica, dove lo zinco forma centri tetraedrici, collegati tra loro da ponti di leganti cianuro. Il gruppo cianuro mostra connessioni sia tramite la testa, sia tramite la coda con gli atomi di zinco, che avranno da 1 a 4 atomi di carbonio vicini e i rimanenti come atomi di azoto. Questi due esempi mostrano come sia difficile talvolta mettere in relazione la struttura con la stechiometria.
Nella zinco ammide abbiamo un numero di coordinazione pari a
{\displaystyle {\ce {2Zn(NR^{1}R^{2})2}}}
dove {\displaystyle \mathrm {R^{1}=CMe_{3}} } e {\displaystyle \mathrm {R^{2}=SiMe_{3}} },
perché l'ingombro sterico del legante è eccessivo, permettendo l'attacco di due leganti soltanto.

## Biocomplessi

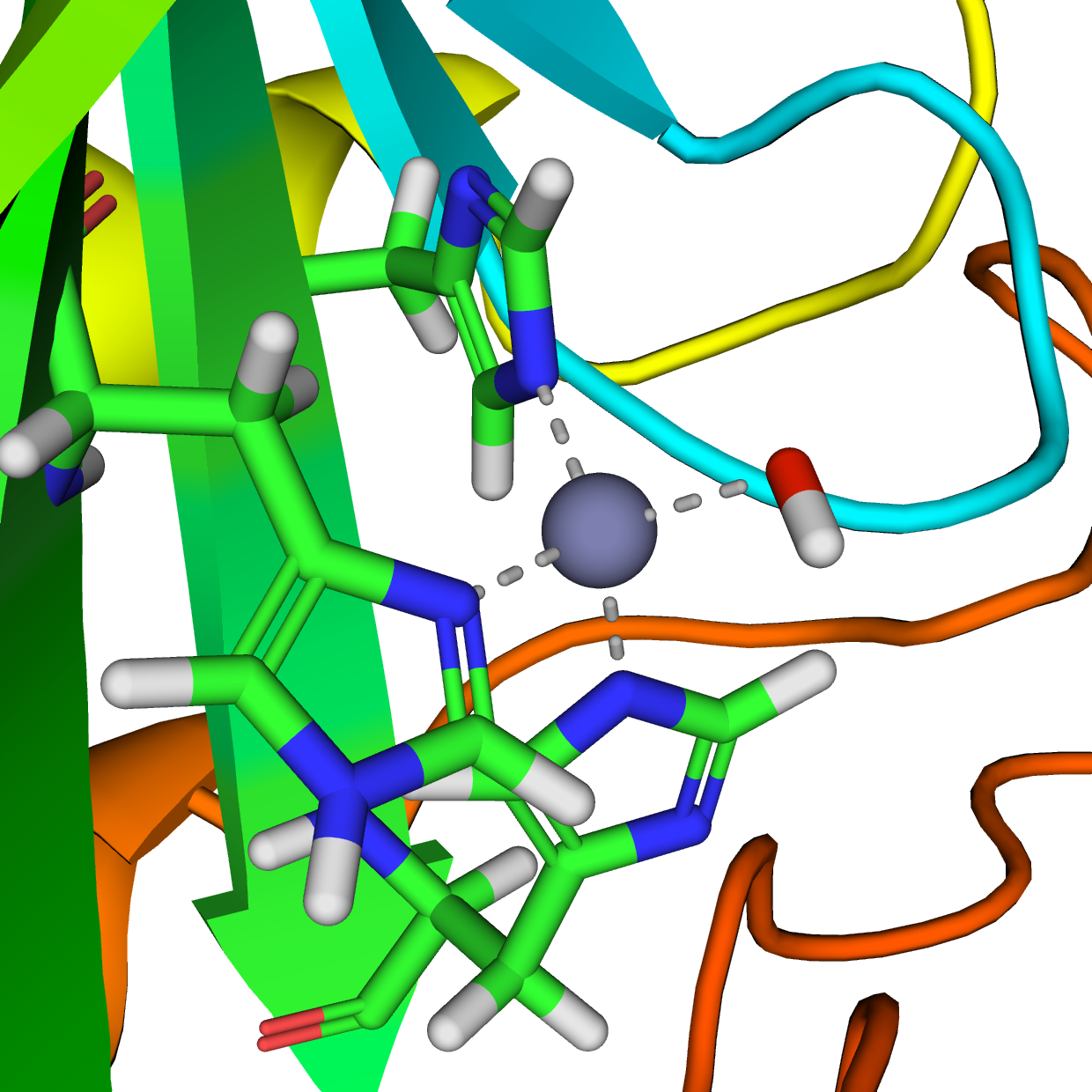
Carbonato deidratasi: un gruppo idrossile (rosso) è mostrato attaccato allo zinco (grigio)

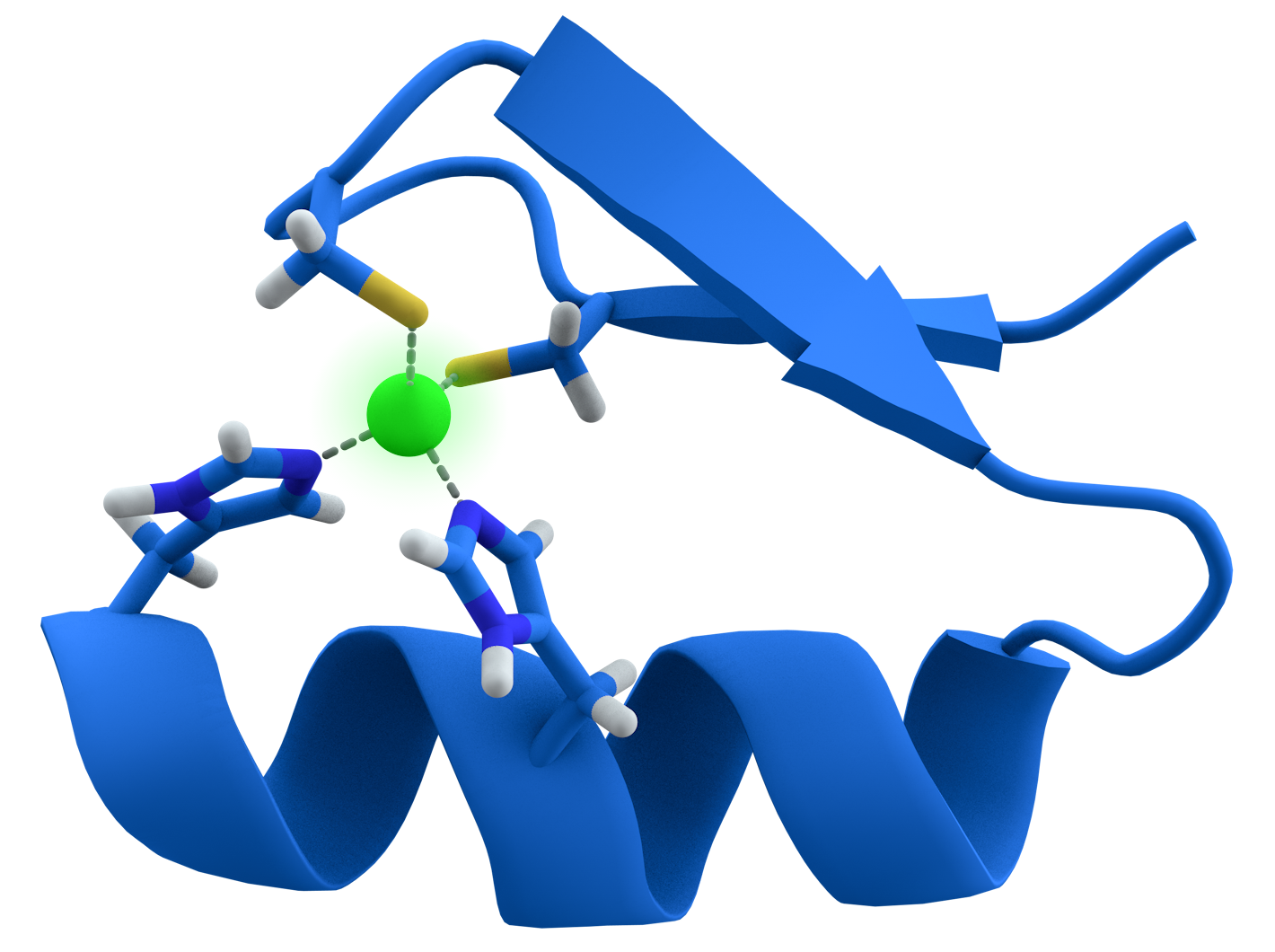
Motivo a dito dello zinco. Lo ione zinco (verde) è coordinato da due istidine e due cisteine.

Un gran numero di metallo enzimi contengono zinco(II). Anche molte proteine contengono zinco per ragioni strutturali. Lo ione zinco è invariabilmente tetracoordinato con almeno tre amminoacidi di una catena come leganti. L'azoto del gruppo imidazolo presente sull'istidina è un legante comune. I seguenti esempi sono tipici delle due tipologie di complessi di zinco-proteine.
Nel sito attivo della carbonato deidratasi uno ione zinco è coordinato da tre istidine. La quarta posizione è occupata da una molecola d'acqua, che è fortemente polarizzata come in un idrolisi (vedi sopra). Quando l'anidride carbonica entra nel sito attivo, è soggetta ad attacco nucleofilo da parte dell'atomo di ossigeno che porta una parziale carica negativa, o anche una totale carica negativa se la molecola d'acqua è dissociata. La CO2 è rapidamente convertita nello ione idrogenocarbonato.
{\displaystyle {\ce {[(-hys)3Zn(H2O)]^{2+}\ +\ CO2\ ->\ [(-hys)3Zn]^{2+}\ +\ HCO3^{-}\ +\ H^{+}}}}
Alcune proteasi, come la glutammato carbossipeptidasi II sono pensate per agire in modo simile, con lo ione zinco che promuove la formazione di un reagente nucleofilo.
Il motivo a dito di zinco è una sottostruttura rigida che facilita il legame tra le proteine e altre molecole, come il DNA. In questo caso tutte le quattro posizioni di coordinazione sono occupate da istidine e cisteine. La geometria tetraedrica attorno allo ione zinco costringe un frammento di α elica e un frammento antiparallelo β foglietto a particolari orientazioni l'uno rispetto all'altro.
Lo ione magnesio, che possiede una maggiore concentrazione nei fluidi biologici, non può assolvere a tali funzioni perché i suoi complessi sono molto più deboli rispetto a quelli dello zinco.

## Composti organometallici

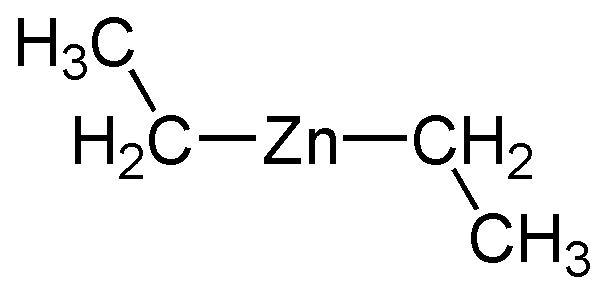
Dietilzinco

I composti organozinco contengono legami covalenti zinco-carbonio. Lo zinco dietile ((C2H5)2Zn) è stato riportato per la prima volta nel 1848. È stato ottenuto dalla reazione dello zinco e ioduro di etile ed è il primo composto noto contenente un legame σ metallo-carbonio. Il motivo per cui il rame(II) non formasse composti analoghi è rimasto a lungo un mistero. La ragione non venne scoperta fino al 1980: il composto dello zinco non subisce la reazione di eliminazione β-idruro al contrario dei composti del rame. I composti zincoarilici e zincoalchilici contengono il motivo lineare {\displaystyle {\ce {C-Zn-C}}}. A causa del centro di zinco coordinativamente insaturo, i composti sono forti elettrofili. Infatti i composti a basso peso molecolare bruciano spontaneamente a contatto con l'aria e sono immediatamente distrutti dalla reazione con molecole d'acqua. L'uso di zincoalchili è stata largamente superata dall'uso dei più maneggevoli reattivi di Grignard. Questo dimostra ancora un'ulteriore connessione tra la chimica dello zinco e del magnesio.
Il cianuro di zinco (Zn(CN)2), è utilizzato come catalizzatore in alcune reazioni organiche.
I composti organometallici dello zinco(I) contengono legami {\displaystyle {\ce {M-M}}}. Un esempio noto è il decametildizincocene.